# چیوونگوکی
چیوونگوکی (به لهستانی:  Ciwoniuki) یک روستا در لهستان است که در گمینا میخاوووو واقع شده‌است.